# 巨大鍬形蟲
巨大鍬形蟲（學名：Dorcus grandis），舊名「寮國大鍬形蟲」，隸屬大鍬形蟲（Dorcus）屬，底下分為兩大亞種，分布於印度、中南半島。

## 分類問題
原本被認為是彎角大鍬（Dorcus  curvidens）的亞種，後來由於產地大量重疊，加上DNA資料佐證，因此被歸類成另一種。

## 亞種
- 寮國大鍬形蟲 Dorcus grandis grandis Didier, 1926：棲息於寮國、越南
- 台灣大鍬形蟲 Dorcus grandis formosanus Miwa, 1929：棲息於台灣，為當地特有亞種
- 守谷氏大鍬形蟲 Dorcus grandis moriyai Nagai, 2005：棲息於緬甸、印度